# Lichen planus
Lichen planus, resp. lichen ruber planus je zánětlivé onemocnění. Postihuje kůži, sliznice, vlasy a nehty. Stanovit lze spolehlivě jen histologicky. Příčinná léčba zatím není známa.
Etiologie onemocnění je nejasná. Uvažuje se o účasti cytotoxických T-lymfocytů namířených proti antigenům v oblasti bazální membrány. Onemocnění má souvislost s chronickými hepatopatiemi (hepatitida C a hepatitida D) a s podáváním léků (beta-blokátory).
Silně svědivé kožní onemocnění charakterizované polygonálními plochými lesklými papulkami (typ puchýřku) různé velikosti, které se mohou seskupovat do větších ložisek. Jejich barva se může postupně měnit od světle růžové až po tmavě hnědočervenou či nafialovělou. Nejčastěji bývá na bércích, nohách, chodidlech, dlaních, předloktí, v okolí pohlavních orgánů, ale i na sliznici. Projevy jsou někdy značně polymorfní (proměnlivé). Nemoc má tendenci ke zhojení i recidivám. Postihuje obě pohlaví, nejběžněji ve věku mezi 30.– 60. rokem. Onemocnění není přenosné. Ze stomatologického hlediska je poměrně častým onemocněním lokalizovaným v ústních sliznicích.

## Příznaky
Typická je vyrážka různého zbarvení. Léze se objevují zpravidla na dlaňové straně zápěstí, v křížové krajině, na nártech a hleznech, někdy i v oblasti genitálií (častěji se jedná o atopický ekzém nebo lupénku).

## Léčení
Protože přesnou příčinu se podaří určit zřídkakdy, lékaři se zaměřují na symptomatologickou terapii. Podávají se léky na snížení zánětlivosti, mohou se podávat léky tlumící svědění. Podávají se ústní či lokální steroidy, imunosupresivní léky nebo hydroxychlorochin. Aplikují se imunomodulancia, lokální anestetika, při postižení sliznic desinfekční výplachy.

#### Bylinné přípravky
Šrucha zelná je také klinicky účinná při léčení ustního onemocnění lichen planus